# وید (نیومکزیکو)
وید (به انگلیسی: Weed) یک منطقهٔ مسکونی در ایالات متحده آمریکا است که در شهرستان آترو، نیومکزیکو واقع شده‌است. وید ۶۳ نفر جمعیت دارد و ۲٬۱۴۷٫۹۵ متر بالاتر از سطح دریا واقع شده‌است.